# Damien Weber
Pour les articles homonymes, voir Weber.
Pas d'image ? Cliquez ici

a Compétitions nationales et continentales officielles uniquement.

Dernière mise à jour le 12 juillet 2022.
Damien Weber, né le 11 janvier 1986 à Forbach (Moselle), est un joueur français de rugby à XV. Il évolue au poste de pilier gauche notamment au sein de l'effectif du Stade français Paris puis du Colomiers rugby.

## Carrière
- US Forbach rugby
- Stade dijonnais
- 2005-2008 : Stade français Paris
- 2008-2009 : prêt au Lyon OU
- 2009-2011 : Stade français Paris
- 2011-2020 : Colomiers rugby

Il a marqué son premier essai en match officiel avec les professionnels le 19 novembre 2005 au stade Jean Bouin, contre l'Aviron bayonnais (26-19)
Le 26 septembre 2018, en parallèle de sa fin de carrière de joueur, il ouvre L’Atelier Weber, une boucherie, charcuterie et traiteur, sur le boulevard Général-De-Gaulle à Colomiers.

## Palmarès

### En club
Avec le Stade Français
- Championnat de France de rugby à XV
  - Vainqueur (1) : 2007 avec le Stade français[3]
- Trophée Jean Prat 
  - Champion (1) : 2012 avec Colomiers

### En équipe nationale
- Équipe de France -21 ans :
  - Champion du monde en 2006 en France : il ne dispute que deux matches avant de se blesser (déchirure aux ischio-jambiers) (Irlande, Afrique du Sud)
  - 6 sélections en 2005-2006
- Équipe de France -19 ans :
  - Participation au championnat du monde 2005 en Afrique du Sud : 4 sélections (Australie, Géorgie, Roumanie, Pays de Galles)
  - 6 sélections en 2004-2005